# 함정 (1984년 드라마)
《함정》은 1984년 6월 19일에 방영된 한국방송공사 1TV 특집드라마이다.

## 제작진
- 극본 : 김동현
- 연출 : 하강일

## 출연진
- 강효실
- 김병기
- 김성녀
- 김순철
- 김을동
- 김진해
- 김흥기
- 남일우
- 박인환
- 반효정
- 백일섭
- 사미자
- 이대로
- 이일웅
- 이춘식
- 이치우
- 주현
- 최재성
- 한경선